# 久米権九郎
久米 権九郎（くめ ごんくろう、1895年12月1日 - 1965年7月14日）は、日本の建築家。久米設計（当時は久米建築事務所）の創立者。皇居御造営事務局御用掛として二重橋他宮内関連の橋梁築造や、佐世保鎮守府軍港などを手がけ、衆議院議員にもなった久米民之助の次男。兄弟に日本のモダニズムの先駆者である洋画家、久米民十郎、日本火災海上保険創業者の一員でもある久米平八郎（妻は一柳敏子。近江兄弟社設立者及び建築家としても著名なウィリアム・メレル・ヴォーリズの姪）がいる。東急電鉄創業者である五島慶太は義兄。日本商工会議所会頭及び東急電鉄中興の祖である五島昇は甥にあたる。久米基夫（甥、平八郎の息子）も東急電鉄取締役を務めた。東京生まれ。

## 来歴・人物
戦前はおもに中国で設計活動を行ない、戦後は戦災復興院および住宅営団の後援により、住宅供給会社を設立し、公営アパートおよび団地計画に業績を残した。財団法人日本盲導犬協会初代理事長も歴任。
1895年12月1日、東京生まれ。1914年、学習院中等科卒業。1921年、高砂ゴム専務取締役。
1923年に渡独。実務経歴のため南独家具製造会社で学ぶ。
1924年、シュトゥットガルト州立工科大学で建築を学ぶ。1928年卒業。カール・バッホーファ建築事務所などに勤務。1927年、工科大学在学のままロンドンの建築学校に入学。1929年修了。
1929年帰国。同年、日本の木造建築と西洋型合理性を組み合わせた久米式耐震木工構造を開発し、「耐震法による日本住宅の改良」の研究でドイツ工学博士を授与された。
その後、友人の渡辺仁とともに渡辺久米建築事務所を開設。1932年独立して久米建築事務所を開設。1938年には中国に出張所を開所。
1940年から中華民国海関総建築師になる（兼任）。1945年帰国。
1946年、久米建築事務所再開、1951年株式会社に改組。また住宅供給会社を創立、取締役社長。1958年退任。
1931年、「日本におけるドイツ文化の紹介」でドイツ文化二等勲章。
1951年、建設省の委嘱によりハノーファー市建築大博覧会に出席。
1954年、日本ドリゾール会社取締役社長。
戦前の作品は、1934年に竣工された城山荘（三井大磯別邸）、日光金谷ホテル（17回BELCA賞）、1935年に金谷ホテル別館、1936年に出来た新舞子水族館、万平ホテル、三井上高井戸運動場クラブハウス、城山荘など、三井関係の建物の設計を複数。
ほか富士製鉄（1950年）、座間チャペル（1952年）、室蘭市庁舎、大倉和親住宅、岡ビル百貨店、などがある。
1965年7月14日死去。享年70。